# Público (Portugal)
Público es un diario portugués de ámbito nacional que comenzó a publicar el 5 de marzo de 1990. Es conocido por sus textos extensos y sus pocas ilustraciones. Pertenece al Grupo Sonae.
Su primer redactor jefe fue Vicente Jorge Silva, que anteriormente ostentaba el mismo cargo en el Expresso. El actual redactor jefe es Manuel Carvalho.
Público fue el segundo periódico importante de Portugal en tener una edición en línea, que era gratis e incluía casi todos los artículos de la edición impresa, excepto las imágenes. En 2005, cambió de un acceso gratis a un modelo de suscripción.

## Suplementos
- Día D
- Pública
- Y
- Fugas
- Mil Folhas
- XIS
- Inimigo Público